# 前野一雄
前野 一雄（まえの かずお、1952年（昭和27年） - ）は、日本の医療ジャーナリスト。読売新聞東京本社医療情報部長、編集委員。

## 経歴
東京都生まれ。東京都立新宿高等学校を経て横浜国立大学教育学部卒業。
読売新聞社へ入社後、富山支局勤務を経て、科学部記者として、また脳動脈瘤、次いで甲状腺がんを患った患者としての経験を生かし、読売新聞の特集「医療ルネサンス」を担当し、医療に関する著作を発表している。
1982年に『赤ちゃんのために - 障害児の予防と治療』で第1回アップジョン医学記事賞（現在のファイザー医学記事賞）特別賞を受賞。
「医療ルネサンス」取材班の一員として1993年第12回アップジョン医学記事賞特別賞、1994年に日本新聞協会賞、1996年に菊池寛賞、2007年ファイザー医学記事賞、2008年同大賞を受賞している。
2004年から日本医師会広報戦略会議委員。
2004年4月から公益財団法人献血供給事業団評議員。
2012年から日本医師会広報委員会委員。
2012年3月読売新聞退職。2014年3月まで国際医療福祉大学総合教育センター長兼医療福祉・マネジメント学科教授。
2014年から2020年3月まで独立行政法人地域医療機能推進機構本部 (JCHO)広報担当理事。
2020年4月から東京医療保健大学客員教授。
世代、職業、居住地等の違いや利害を超えて「日本社会の未来づくり」を目指す認定NPO法人「全世代」(代表理事=尾身茂、大宅映子、堀田力ら)(http://zensedai.org/)理事、事務局長。

## 著書
- 『体と心 いまの時代はこう守る』読売新聞社 1992年
- 『いのちの聖域』 三五館 1994年 ISBN 4883200345
- 『「健康常識」ウソ・ホント55』 講談社 2002年 ISBN 4062573709
- 『脳動脈瘤がある人の不安と選択』 三五館 2002年 ISBN 4883202461
- 『甲状腺がんなんて怖くない』 三省堂 2003年（杉谷巌と共著） ISBN 4385361908
- 『いざというとき役に立つ最先端医療』技術評論社 2004年（編著）
- 『患者にやさしい医療最前線』技術評論社 2005年（編著）
- 『生活の質を支える医療新事情』技術評論社 2006年（編著）